# Abramová
Abramová (deutsch selten Abrahamsdorf, ungarisch Turócábrahámfalva – bis 1907 Ábrahámfalu) ist eine Gemeinde in der Mittelslowakei westlich von Turčianske Teplice.
Sie besteht aus dem Hauptort Abramová sowie den Orten Laclavá (deutsch selten Latzendorf, 1951 eingemeindet) und Polerieka (deutsch selten Steinermühl, 1991 eingemeindet).
Der Ort wurde 1400 zum ersten Mal erwähnt, Laclavá bereits 1250, Polerieka 1363.

## Bevölkerung
| Jahr                | 1994 | 2004    | 2014     | 2024    |
| ------------------- | ---- | ------- | -------- | ------- |
| Anzahl der Personen | 144  | 154     | 191      | 194     |
| Unterschied         |      | +6,94 % | +24,02 % | +1,57 % |

| Jahr                | 2023 | 2024    |
| ------------------- | ---- | ------- |
| Anzahl der Personen | 190  | 194     |
| Unterschied         |      | +2,10 % |

## Sehenswürdigkeiten
Erwähnenswert ist die denkmalgeschützte frühgotische Kirche St. Kosmas und Damian aus der zweiten Hälfte des 13. Jahrhunderts.

## Weblinks

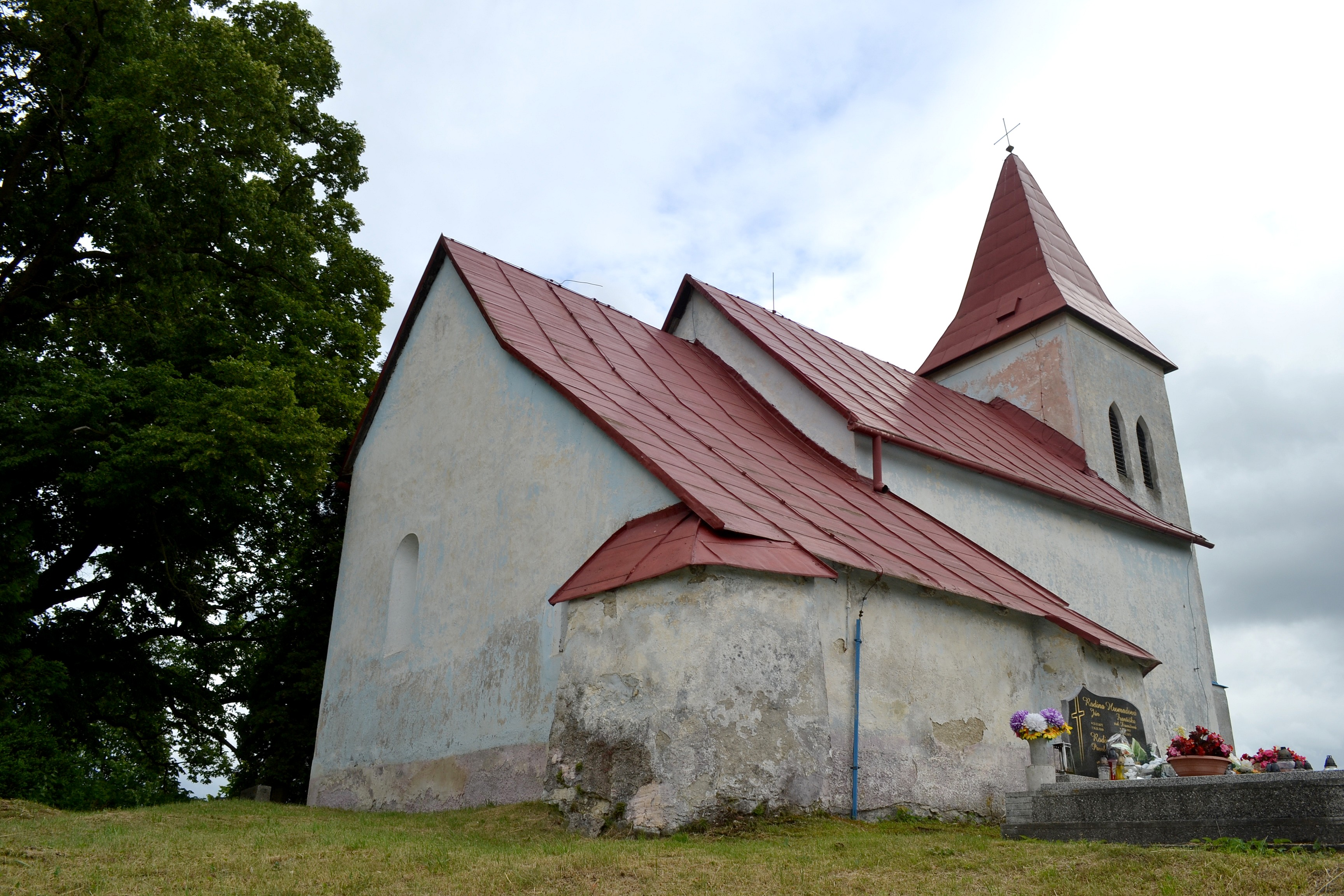
St. Kosmas und Damian